# Organización territorial de Brasil
Las subdivisiones de Brasil existen en diferentes niveles y criterios de clasificación. Brasil es una federación constituida por la unión indisoluble entre la Unión, los estados, el Distrito Federal y los municipios. Tienen personalidad jurídica según el derecho público interno y son autónomos entre sí, aunque no soberanos. Por lo tanto, tienen autoadministración, autogobierno y autoorganización, es decir, eligen a sus líderes y representantes políticos y gestionan sus asuntos públicos sin la interferencia de otros entes de la federación. Para permitir la autoadministración, la constitución actual define qué impuestos puede recaudar cada unidad de la federación y cómo se distribuirán los fondos entre ellos. Los estados y municipios, dado el deseo de su población expresado en plebiscitos, pueden dividirse o unirse. Sin embargo, la Constitución no les ha garantizado el derecho a independizarse.

## Historia

Evolución de la división administrativa de Brasil

### Imperio del Brasil
En 1853 la parte meridional de la provincia de São Paulo se dividió y creó la provincia de Paraná, como castigo por haber participado en el levantamiento contra el imperio en 1842. El condado de São Francisco, región de la margen izquierda del río São Francisco, fue aprobada a Bahía, como castigo a Pernambuco por la participación en La Confederación del Ecuador en 1830.

### República
En 1943, con la entrada de Brasil en la Segunda Guerra Mundial, el gobierno de Getulio Vargas decidió crear en las fronteras seis territorios estratégicos del país para administrarlos directamente: Punta Porá, Iguazú, Amapá, Río Branco, Guaporé y Fernando de Noronha. Punta Porá e Iguaçu volvieron a su estado original después de la guerra, mientras que los cuatro restantes se mantuvieron. Una década más tarde Río Branco cambió su nombre a Roraima y Guaporé es bautizado Rondonia. 
En 1960, un territorio cuadrangular fue desmembrado del estado de Goiás con el fin de convertirse en la casa de la nueva capital, Brasilia, dentro del nuevo Distrito Federal. Al mismo tiempo, el antiguo Distrito Federal (1889-1960) se transformó en el estado de la Guanabara, que incluía solo la ciudad de Río de Janeiro y su área rural. 
En 1962, Acre fue elevado a la condición de estado. 
En 1975, el estado de la Guanabara se incorporó en el estado de Río de Janeiro, con la ciudad de Río de Janeiro como capital estatal.
En 1977 la parte meridional de Mato Grosso se emancipó como el nuevo Estado de Mato Grosso del Sur con capital en la ciudad de Campo Grande. 
El 22 de diciembre de 1981, se creó el estado de Rondonia el 4 de enero de 1982 por el entonces presidente de Brasil João Baptista Figueiredo, y se asentó la ciudad de Porto Velho como su capital. 
La Constitución de 1988 redefinió la estructura de las divisiones tal cual lo es hoy. Aunque se mantiene la definición legal de los Territorios Federales, terminó con los existentes hasta ese momento (Roraima y Amapá), mejoró la consideración de los Estados y la integración del territorio de Fernando de Noronha al estado de Pernambuco. En el mismo acto, la parte septentrional de Goiás fue desmembrada como el estado de Tocantins y su capital la ciudad de Palmas.

## Estados
Las 27 entidades (26 estados y el Distrito Federal), integrantes del país son:
| Bandera | Entidad               | Abrev. | Capital               | Población (2021) | Superficie (km²) | Densidad (hab./km²) | Mapa |
| ------- | --------------------- | ------ | --------------------- | ---------------- | ---------------- | ------------------- | ---- |
|         | Acre                  | AC     | Río Branco            | 906 876          | 164 122          | 5.52                |      |
|         | Alagoas               | AL     | Maceió                | 3 365 351        | 27 831           | 120.92              |      |
|         | Amapá                 | AP     | Macapá                | 877 613          | 142 471          | 6.16                |      |
|         | Amazonas              | AM     | Manaos                | 4 269 995        | 1 559 168        | 2.74                |      |
|         | Bahía                 | BA     | Salvador              | 14 985 284       | 564 760          | 26.53               |      |
|         | Ceará                 | CE     | Fortaleza             | 9 240 580        | 148 894          | 62.06               |      |
|         | Distrito Federal      | DF     | Brasilia              | 3 094 325        | 5761             | 537.12              |      |
|         | Espírito Santo        | ES     | Vitória               | 4 108 508        | 46 074           | 89.17               |      |
|         | Goiás                 | GO     | Goiânia               | 7 206 589        | 340 243          | 21.18               |      |
|         | Maranhão              | MA     | São Luís              | 7 153 262        | 329 651          | 21.70               |      |
|         | Mato Grosso           | MT     | Cuiabá                | 3 567 234        | 903 207          | 3.95                |      |
|         | Mato Grosso del Sur   | MS     | Campo Grande          | 2 839 188        | 357 148          | 7.95                |      |
|         | Minas Gerais          | MG     | Belo Horizonte        | 21 411 923       | 586 514          | 36.51               |      |
|         | Pará                  | PA     | Belén                 | 8 777 124        | 1 245 871        | 7.04                |      |
|         | Paraíba               | PB     | João Pessoa           | 4 059 905        | 56 467           | 71.90               |      |
|         | Paraná                | PR     | Curitiba              | 11 597 484       | 199 299          | 58.19               |      |
|         | Pernambuco            | PE     | Recife                | 9 674 793        | 98 068           | 98.65               |      |
|         | Piauí                 | PI     | Teresina              | 3 289 290        | 251 755          | 13.07               |      |
|         | Río de Janeiro        | RJ     | Río de Janeiro        | 17 463 349       | 43 750           | 399,16              |      |
|         | Río Grande del Norte  | RN     | Natal                 | 3 560 903        | 52 810           | 67.43               |      |
|         | Río Grande del Sur    | RS     | Porto Alegre          | 11 466 630       | 281 707          | 40.70               |      |
|         | Rondonia              | RO     | Porto Velho           | 1 815 278        | 237 765          | 7.63                |      |
|         | Roraima               | RR     | Boa Vista             | 652 713          | 223 645          | 2.92                |      |
|         | Santa Catarina        | SC     | Florianópolis         | 7 338 473        | 95 731           | 76.66               |      |
|         | São Paulo o San Pablo | SP     | São Paulo o San Pablo | 46 649 132       | 248 219          | 187.94              |      |
|         | Sergipe               | SE     | Aracaju               | 2 338 474        | 21 938           | 106.59              |      |
|         | Tocantins             | TO     | Palmas                | 1 607 363        | 277 424          | 5.79                |      |

## Regiones

1 - Centro-Oeste
2 - Nordeste
3 - Norte
4 - Sudeste
5 - Sur

Brasil está dividido en cinco regiones (también llamadas macrorregiones) por el Instituto Brasileño de Geografía y Estadística (IBGE). Estas divisiones están compuestas de estados con aspectos culturales, económicos, históricos y sociales similares, y, aunque la información dada por este tipo de división no es muy precisa desde el punto de vista científico, esta división es la más utilizada en Brasil ya que la información oficial dada por el IBGE utiliza este sistema.

### Región Norte
La Región Norte está conformada por los Estados Acre, Amapá, Amazonas, Pará, Rondônia, Roraima, Tocantins. Posee un territorio de 3 851 560 km² (45,2% del territorio nacional) y una población apenas superior a los 15 millones de habitantes (6,2% de la población total del país), que la convierten en la región con menor densidad demográfica de todo Brasil.
Entre las ciudades más importantes están Manaos (1.403.796 hab.); Belém (1.279.861 hab.); Ananindeua (392.247 hab.); Porto Velho (314.525 hab.); Macapá (282.745 hab.); Santarém (262.721 hab.); Rio Branco (252.885 hab.); Boa Vista (220.383 hab.); Palmas (208.000 hab.).

### Región Nordeste
La Región Nordeste está conformada por los estados de Alagoas, Bahía, Ceará, Maranhão, Paraíba, Pernambuco, Piauí, Río Grande del Norte y Sergipe. Posee un territorio de 1 561 177 km² (18,2% del territorio nacional) y una población apenas superior a los 50 millones de habitantes (27% de la población total del país).
Entre las ciudades más importantes están Salvador (2.892.625 hab.); Fortaleza (2.138.234 hab.); Recife (1.421.993 hab.); São Luís (868.047 hab.); Maceió (796.842 hab.); Natal (789.836 hab.); Teresina (714.583 hab.); João Pessoa (595.429 hab.); Jaboatão dos Guararapes; (580.795 hab.); Feira de Santana (481.137 hab.); Aracaju (461.083 hab.); Olinda (368.666); Campina Grande (354.546 hab.).

### Región Centrooeste
La Región Centro-Oeste está conformada por los estados de  Goiás, Mato Grosso y Mato Grosso del Sur, además del Distrito Federal. Posee un territorio de 1 612 077 km² (18,9% del territorio nacional) y una población de alrededor de 13 millones de habitantes (6,40% de la población total del país).
Entre las ciudades más importantes están Brasilia (capital nacional) (2.043.169 hab.); Goiânia (1.090.737 hab.); Campo Grande (662.534 hab.); Cuiabá (483.044 hab.); Aparecida de Goiânia (335.849 hab.); Anápolis (287.666 hab.).

### Región Sudeste
La Región Sudeste está conformada por los estados de: Espírito Santo, Minas Gerais, Río de Janeiro y São Paulo. Posee un territorio de 927 286 km² (10,9 % del territorio nacional) y una población de alrededor de 80 millones de habitantes (38 % de la población total del país).
Entre las ciudades más importantes están: São Paulo (11.037.593 hab.); Río de Janeiro (6.186.710 hab.); Belo Horizonte (2.452.617 hab.); Guarulhos (1.299.283 hab.); Campinas (1.064.669 hab.); São Gonçalo (991.382 hab.); Duque de Caxias (872.762 hab.); Nova Iguaçu (865.089 hab.); São Bernardo do Campo (810.979 hab.); Osasco (718.646 hab.); Santo André (673.396 hab.); Uberlândia (634.345 hab.); Contagem (625.393 hab.); São José dos Campos (615.871 hab.); Sorocaba (584.313 hab.); Ribeirão Preto (563.107 hab.); Juiz de Fora (526.706 hab.); Belford Roxo (501.544 hab.); Niterói (479.384 hab.); São João de Meriti (469.827 hab.); Betim (441.748 hab.); Campos dos Goytacazes (434.008 hab.).

### Región Sur
La Región Sudeste está conformada por los estados de: Paraná, Río Grande del Sur y Santa Catarina. Posee un territorio de 575 316 km² (6,8 % del territorio nacional) y una población de más de 26 millones de habitantes (12,50 % de la población total del país).
Entre las ciudades más importantes están: Curitiba (1.893.997 hab.); Porto Alegre (1.481.019 hab.); Joinville (562.151 hab.); Londrina (553.393 hab.); Caxias do Sul (474.853 hab.); Florianópolis (469.690 hab.); Maringá (403.063 hab.); Pelotas (343.651 hab.); Ponta Grossa (341.130 hab.); Blumenau (334.002 hab.); Canoas (323.827 hab.); Cascavel (316.226 hab.); Santa Maria (277.309 hab.); Foz do Iguaçu (269.585 hab.); Rio Grande (208.641 hab.).

## Territorios federales

Mapa de Brasil en 1943, en él se observan ambos territorios.

Los territorios federales son una categoría específica de división administrativa del Brasil. Estos territorios son parte integrante de la Unión, sin pertenecer a ningún estado, y pueden surgir de la división de un estado o de su desmembramiento, lo que requiere a la aprobación popular a través de referéndum y derecho supletorio. Actualmente no existe ningún territorio federal, puesto que estos fueron elevados a la categoría de estados en 1988, sin embargo existieron dos territorios destacables hoy extintos y que actualmente son zonas de estados existentes:

### Territorio de Punta Porá
El Territorio de Punta Porá fue un territorio federal brasileño creado el 13 de septiembre de 1943, conforme al Decreto-ley n.º 5.812, del gobierno del presidente Getúlio Vargas. Su capital fue la ciudad de Ponta Porã. El territorio se disolvió el 18 de septiembre de 1946 por la Constitución del Brasil de ese año, y reincorporado al entonces estado de Mato Grosso. Actualmente el área del antiguo territorio de Ponta Porã es parte del estado de Mato Grosso del Sur.

### Territorio del Iguazú
El Territorio del Iguazú fue un territorio federal brasileño creado el 13 de septiembre de 1943, de acuerdo con el Decreto-Ley n.º 5 812, durante el gobierno del presidente Getúlio Vargas y se disolvió el 18 de septiembre de 1946 por la constitución de Brasil de 1946.
En esta época la capital del Territorio del Iguazú era la ciudad de Iguaçu, actual Laranjeiras do Sul.
El área del antiguo territorio del Iguazú retornó a los estados brasileños de Paraná y Santa Catarina.